# Transtorno de personalidade masoquista
Transtorno de personalidade masoquista (ou autodestrutiva) foi uma proposta de diagnóstico de transtorno de personalidade discutido em um apêndice da terceira edição revista do Manual (DSM-III-R) em 1987, mas que nunca foi formalmente admitido no Diagnostic and Statistical Manual of Mental Disorders (DSM). Como alternativa, o diagnóstico de Transtorno não especificado da personalidade pode ser usado. Alguns pesquisadores e teóricos continuam a usar seus critérios. O transtorno possui um número de código oficial, 301.90.
As versões mais recentes do DSM (DSM-IV, DSM-IV-TR e DSM-5) não mais incluí esse transtorno, juntamente com o Transtorno de personalidade sádica.

## Critérios do DSM-III-R
Os critérios estabelecidos são:
A) Um padrão invasivo de comportamento autodestrutivo, a partir da idade adulta e presente em uma variedade de contextos. A pessoa pode muitas vezes evitar ou minar experiências prazerosas, ser atraído por situações ou relacionamentos em que vai sofrer e evitar que outras pessoas o ajudem, como indicado por pelo menos cinco dos seguintes::145
1. Escolhe pessoas e situações que levam ao desapontamento, fracasso, ou maus-tratos, mesmo quando melhores opções estão claramente disponível
2. Rejeita ou torna ineficazes as tentativas de outras pessoas para ajudá-la
3. Eventos pessoais positivos (por exemplo, a nova realização) é seguido por depressão, culpa, ou um comportamento que produz dor (por exemplo, um acidente)
4. Incita respostas irritadas ou rejeição dos outros e, em seguida, sente-se ferido, derrotado, ou humilhado (por exemplo, gosta de ser o divertimento do cônjuge em público, provocando uma réplica com raiva e, em seguida, sente-se devastado)
5. Rejeita oportunidades para o prazer, ou não está disposto a reconhecer e desfrutar a si mesmo (apesar de ter habilidades sociais adequados e a capacidade para o prazer)
6. Não consegue realizar tarefas cruciais para seus objetivos pessoais, apesar de demonstrar capacidade para o fazer, por exemplo, ajuda a colegas em algo, mas é incapaz de fazer o mesmo para si
7. É desinteressado ou rejeita as pessoas que sempre o tratam bem, por exemplo, não tem atração por parceiros sexuais afetuosos
8. Envolve-se em excesso de autossacrifício não solicitadas pelos destinatários do sacrifício

B) Os comportamentos em A não ocorrem exclusivamente em resposta a, ou em antecipação, de ser física, sexual ou psicologicamente abusado.
C) Os comportamentos em A não ocorrem somente quando a pessoa está deprimida.